# Mahafalytenus fo
Mahafalytenus fo là một loài nhện trong họ Ctenidae.
Loài này thuộc chi Mahafalytenus. Mahafalytenus fo được miêu tả năm 2007 bởi Silva.